# 第5艦隊 (日本海軍)
第五艦隊（日语：／ Daigo Kantai ?）是旧日本海軍的一支舰队编制。1938年初，日本海军第一次组建第五舰队，1939年底改称第二遣支艦隊。1941年年中，日本海军再次组建第五舰队，负责本土东部防卫。1945年初，第五舰队解散，残部编入第十方面艦隊。

## 第一次编成
1938年（昭和13年）2月1日，日本海军为了增援中国方面舰队，决定组建第五舰队，司令长官为盐泽幸一海军中将。随着第五舰队的建立，中国方面舰队麾下拥有着三支舰队，分别为华北的第四艦隊、华中的第三艦隊以及华南的第五舰队。
1939年（昭和14年）11月15日，日本海军开始着手修改中国方面舰队。原有的第五舰队更名为第二遣支艦隊，司令长官为高須四郎海军中将。第二遣支艦隊在改名前后，着手进行了大亚湾登陆作战以及海南岛攻略作战。与第一、第三遣支艦隊日后规模缩小、降格为根据地队不同，第二遣支艦隊直到战败都一直保持着相当的规模。

### 编制
- 第9战队：妙高、长良
- 第10战队：天龍、龍田
- 第5水雷战队：夕張
  - 第3驱逐队：汐风（日语：汐風 (駆逐艦)）、岛风（日语：島風 (峯風型駆逐艦)）、帆风（日语：帆風 (駆逐艦)）
  - 第16驱逐队：朝顏、夕顏、芙蓉、刈萱
  - 第23驱逐队：菊月、三日月（日语：三日月 (睦月型駆逐艦)）、望月、夕月（日语：夕月 (駆逐艦)）

### 历任司令长官
1. 盐泽幸一海军中将：1938年2月1日 -
2. 近藤信竹海军中将：1938年12月15日 -
3. 高須四郎海军中将：1939年9月29日 -（改名后留任）

### 历任参谋长
1. 田结穰（日语：田結穣）海军少将：1938年2月1日 -
2. 山口多聞海军少将：1938年12月15日 -（改名时调出）

## 第二次编成
1938年（昭和13年）6月左右，軍令部事务当局制定了“昭和十三年度帝国海軍作战计划”，向日本陆军作出妥协，放弃海军一直以来坚持的对单个敌国作战的策略，改为对多个国家同时进行战争的指导方针。该新计划得到了军令部高层的认可。同年9月6日，眼见日军无法在对华战争中取得速胜，昭和天皇也被迫批准了该计划。根据该计划，日本海军决定组建新的舰队，以负责日本列岛以东海域的作战；同时考虑到美军正在阿留申群岛建设基地，新舰队也要对此作好准备。
1939年（昭和14年）4月，军令部开始着手缩减中国方面舰队的可行性研究。计划是一开始先将第四、第五舰队从中国方面舰队中分离出来，进行适当的训练。同年11月15日，借着舰队再编成的机会进行改编，新第四舰队成立，第五舰队的事情暂时搁置。
1941年（昭和16年）6月22日，苏德战争爆发。7月2日，日本制定了《根据情势推移的帝国国策纲要（情勢ノ推移ニ伴フ帝国国策要綱）》。日本海军内加强对苏联远东地区的海军及航空兵进行警戒的呼声日渐高涨，7月10日，时任军令部总长永野修身上奏天皇，正式取得了成立第五舰队的批准。7月25日，以細萱戊子郎为司令的第五舰队成立，同日编入聯合艦隊。
第五舰队沿千島群島——日本本土东部海域——小笠原诸岛（小笠原群岛、火山列岛等）一线展开。随着阿留申群島戰役的开展，日军一度前进至基斯卡島，因此小笠原诸岛的防卫转交予横须贺镇守府负责。1943年美军开始发起反击，第五舰队频繁在阿留申群岛一带与美军交手。同年8月5日，第五舰队与第十二航空艦隊联合组成東北方面艦隊。
1944年10月，在南方的部分第五舰队籍军舰，参加了俗称“志摩舰队”的第二游击队，一同参加雷伊泰灣海戰（莱特湾海战）。12月15日，残余舰艇转入西南方面艦隊。1945年2月5日，西南方面艦隊解散，所属舰艇全部转入新设立的第十方面艦隊。

### 编制

#### 1941年7月25日，新组建时
- 第21战队：多摩、木曾
- 附属：鹭（日语：鷺 (鴻型水雷艇)）、鸠（日语：鳩 (鴻型水雷艇)）

#### 1941年12月10日，太平洋战争开战时
- 第21战队：多摩、木曾、君川丸（日语：君川丸 (特設水上機母艦)）
- 第22战队：粟田丸（日语：粟田丸 (特設巡洋艦)）、浅香丸（日语：浅香丸 (特設巡洋艦)）
- 第7根据地队（日语：海軍根拠地隊）
  - 第10炮舰队、第17掃海隊、第66駆潜隊
  - 父島海軍航空隊、第7防备队
- 附属：鹭、鸠

#### 1942年7月14日，中途岛海战后
- 第21战队：那智、多摩、木曾
- 第22战队：粟田丸、赤城丸（日语：赤城丸 (特設巡洋艦)）、浅香丸
- 父岛方面特别根据地队：
  - 第17掃海隊、真金丸、江戸丸
  - 父島海軍航空隊、父島海軍通信隊
- 附属：帆风、汐风
  - 第26潜水队：吕61（日语：呂号第六十一潜水艦）、吕62（日语：呂号第六十二潜水艦）、吕65（日语：呂号第六十五潜水艦）、吕67（日语：呂号第六十七潜水艦）
  - 第33潜水队：吕63（日语：呂号第六十三潜水艦）、吕64（日语：呂号第六十四潜水艦）、吕68（日语：呂号第六十八潜水艦）
  - 第13駆潜隊、第1～3监视艇队、君川丸、興和丸、第2日之丸、第10福荣丸、神津丸、第1雲洋丸
  - 第5警备队

#### 1943年4月1日，瓜岛撤退后
- 第21战队：那智、多摩、木曾
- 第22战队：粟田丸、赤城丸、浅香丸
- 第1水雷戰隊：阿武隈
  - 第9驱逐队：朝云（日语：朝雲 (駆逐艦)）、山云（日语：山雲 (駆逐艦)）、白云（日语：白雲 (吹雪型駆逐艦)）、薄云（日语：薄雲 (吹雪型駆逐艦)）
  - 第21驱逐队：初春、初霜、若叶（日语：若葉 (初春型駆逐艦)）
- 第51特别根据地队
- 附属：君川丸、興和丸、第2日之丸、第10福荣丸、神津丸、第1雲洋丸
  - 第7潜水隊：伊2、伊5、伊6
  - 第5警备队、第32防空隊、第30工程队

#### 1944年4月1日，战时编制制度改定
- 第21战队：那智、足柄、多摩、木曾
- 第1水雷战队：阿武隈
  - 第7驱逐队：曙、潮
  - 第18驱逐队：霞（日语：霞 (朝潮型駆逐艦)）、不知火、薄云

#### 1944年8月15日，菲律賓海海戰后
- 第21战队：那智、足柄、多摩、木曾
- 第1水雷战队：阿武隈
  - 第7驱逐队：曙、潮
  - 第18驱逐队：霞、不知火、薄云
  - 第21驱逐队：初春、初霜、若叶

#### 1944年12月15日，编入西南方面舰队时
- 独立旗舰：足柄
- 第31战队：五十鈴
- 第43驱逐队：竹（日语：竹 (松型駆逐艦)）、梅（日语：梅 (松型駆逐艦)）、桃（日语：桃 (松型駆逐艦)）、桐（日语：桐 (松型駆逐艦)）、杉（日语：杉 (松型駆逐艦)）、槙（日语：槇 (松型駆逐艦)）、榧（日语：榧 (松型駆逐艦)）
- 第52驱逐队：枞（日语：樅 (松型駆逐艦)）、樫（日语：樫 (松型駆逐艦)）、桧（日语：檜 (松型駆逐艦)）、枫（日语：楓 (松型駆逐艦)）
- 附属：
  - 第21海防隊：第22号海防舰、第29、31、43号海防舰
  - 第933海军航空队

### 历任司令长官
1. 細萱戊子郎海军中将：1941年7月25日 -
2. 河瀬四郎海军中将：1943年3月31日 -
3. 志摩清英海军中将：1944年2月15日 - 1945年2月5日（解散）

### 历任参谋长
1. 中澤佑海军少将：1941年7月25日 -
2. 一宮義之海军少将：1942年11月6日 -
3. 大和田昇海军少将：1943年3月19日 -
4. 松本毅海军少将：1943年1月17日 - 1945年2月5日（解散）